# 鹰扬关革命遗址
鹰扬关革命遗址，位于中国广东省清远市连山县上草镇，为清远市连山县的一个县级文物保护单位，类型为古遗址，公布时间为1996年。
鹰扬关革命遗址的历史年代为1931。